# Eoaphidius longicaudatus
Eoaphidius longicaudatus är en stekelart som beskrevs av Samanta och Dinendra Raychaudhuri 1990. Eoaphidius longicaudatus ingår i släktet Eoaphidius och familjen bracksteklar. Inga underarter finns listade i Catalogue of Life.